# بخش مرکزی شهرستان خاش
بخش مرکزی شهرستان خاش یکی از بخش‌های شهرستان خاش در استان سیستان و بلوچستان ایران است.

## تقسیمات کشوری
- بخش مرکزی شهرستان خاش
  - دهستان کوه سفید
  - دهستان اسماعیل آباد
  - دهستان کارواندر
  - دهستان سنگان

شهرها: خاش و اسماعیل آباد

## جمعیت
بنابر سرشماری مرکز آمار ایران، جمعیت بخش مرکزی شهرستان خاش در سال ۱۳۹۵ برابر با ۱۰۱،۴۸۲ نفر بوده است.